# Thyreodon fenestratus
Thyreodon fenestratus là một loài tò vò trong họ Ichneumonidae.